# Longmentan
Longmentan (kinesiska: 龙门滩)  är en köping i sydöstra Kina. Den ligger i Dehua härad i staden Quanzhou i provinsen Fujian, omkring 120 kilometer sydväst om provinshuvudstaden Fuzhou. Antalet invånare är 4 465. Befolkningen består av 2 139 kvinnor och 2 326 män. Barn under 15 år utgör 9,0 %, vuxna 15-64 år 72 %, och äldre över 65 år 17,0 %.